# Jahresabschluss
Der Jahresabschluss ist in der Betriebswirtschaftslehre und speziell im Rechnungswesen der Abschluss der Buchführung für ein bestimmtes Geschäftsjahr, das am Bilanzstichtag endet. Neben dem Jahresabschluss kann es auch Zwischenberichterstattungen geben, die inhaltlich und formell dem Jahresabschluss ähnlich sind.

## Allgemeines
Unter einem Jahresabschluss versteht man den Abschluss der Konten der Buchhaltung am Ende eines Geschäftsjahres. Auf diesen Konten werden Bestandsgrößen (Bestandskonten) oder Stromgrößen (Erfolgskonten) verbucht. Der Jahresabschluss umfasst dabei betriebswirtschaftlich sämtliche bilanzierungspflichtigen Vermögensgegenstände, Schulden, Rechnungsabgrenzungsposten (in der Bilanz; Bestandsgrößen) sowie alle Aufwendungen und Erträge (in der Gewinn- und Verlustrechnung; Stromgrößen), die in einem Geschäftsjahr entstanden oder angefallen sind. Das Geschäftsjahr darf höchstens 12 Monate betragen (§ 240 Abs. 2 Satz 2 HGB), so dass sich nach Fristablauf dieser 12 Monate das Erfordernis eines Jahresabschlusses ergibt.
Kleingewerbetreibende und Freiberufler sind nicht zur Aufstellung eines Jahresabschlusses verpflichtet; sie erstellen in der Regel eine Einnahmenüberschussrechnung.

## Arten
Je nach Aggregationsform unterscheidet man den Einzelabschluss eines einzelnen Unternehmens als juristische Person und den Konzernabschluss eines ganzen Konzerns, bei dem die Muttergesellschaft und ihre Tochtergesellschaften jeweils Einzelabschlüsse erstellen. Der Begriff Einzelabschluss wird im Regelfall nur für den Abschluss eines zu einem Konzern gehörenden Unternehmens (Muttergesellschaft oder Tochtergesellschaft) verwendet.
Sind mehrere rechtlich selbständige Unternehmen in einen Konzern eingegliedert, werden ihre Einzelabschlüsse in der Regel zu einem Konzernabschluss zusammengeführt, um den Adressaten des Abschlusses ein unverfälschtes Bild über die Lage der Gesamtgruppe zu liefern. Unter bestimmten Bedingungen ist die Konsolidierung von Einzelabschlüssen gesetzlich vorgeschrieben. So sind kapitalmarktorientierte Kapitalgesellschaften mit Geschäftssitz in der Europäischen Union verpflichtet, für Geschäftsjahre einen Konzernabschluss nach den Regeln der IFRS zu erstellen (§ 315e HGB).

## Rechtsgrundlagen
Die wesentlichen Rechtsgrundlagen für Aufstellung, Inhalt und Form des Jahresabschlusses ergeben sich aus dem Handelsgesetzbuch (HGB) und ergänzend dem Aktiengesetz (AktG). Hierin wird der Rechtsbegriff des Jahresabschlusses nicht legaldefiniert, sondern als bekannt vorausgesetzt.

### Handelsrecht

#### Bestandteile
Gemäß § 242 Abs. 3 HGB setzt sich der Jahresabschluss aus Bilanz und Gewinn- und Verlustrechnung zusammen. Der Anhang ist nach § 264 Abs. 1 HGB nur für Kapitalgesellschaften ein Teil des Jahresabschlusses, kapitalmarktorientierte Kapitalgesellschaften müssen nach dieser Vorschrift den Jahresabschluss zusätzlich um eine Kapitalflussrechnung und eine Eigenkapitalveränderungsrechnung erweitern Der Lagebericht ist nicht Bestandteil des Jahresabschlusses, muss jedoch von mittelgroßen und großen Kapitalgesellschaften gemäß § 289 HGB erstellt werden. Da der Risikobericht Bestandteil des Lageberichts ist (§ 289 Abs. 1 HGB), ist er ebenfalls kein Pflichtbestandteil des Jahresabschlusses.

#### Gliederungsvorschriften
Die Bilanzpositionen der Bilanz ergeben sich aus § 266 HGB, die Positionen für die Gewinn- und Verlustrechnung aus § 275 HGB.

#### Ansatzvorschriften
Grundsätzlich sind sämtliche Vermögensgegenstände, Schulden, und alle Aufwendungen und Erträge anzugeben, soweit das HGB nicht etwas anderes bestimmt (§ 246 HGB). Deshalb gibt es Ansatzpflichten, Ansatzwahlrechte und Ansatzverbote. Dabei sind die Grundsätze ordnungsmäßiger Buchführung (GoB) und die Bilanzierungsgrundsätze zu beachten (§ 238 Abs. 1 HGB, § 243 Abs. 1 HGB und § 264 HGB Abs. 2 HGB). Der Jahresabschluss ist in deutscher Sprache und in Euro aufzustellen (§ 244 HGB) und vom Kaufmann mit Kalenderdatum zu unterzeichnen (§ 245 HGB). Der Konzernabschluss ist auf den Bilanzstichtag des Jahresabschlusses der Muttergesellschaft aufzustellen (§ 299 Abs. 1 HGB).

#### Bewertungsvorschriften
Da sämtliche Bilanzpositionen aus einem Buchwert bestehen, ist dessen Bewertung von besonderer Bedeutung, weil durch sie die Ertragslage und auch das Eigenkapital beeinflusst werden.

#### Offenlegung/Publizität
Der Jahresabschluss und der Lagebericht von Kapitalgesellschaften, die nicht kleine Kapitalgesellschaften (§ 267 Abs. 1 HGB) sind, müssen durch einen Abschlussprüfer im Rahmen der Jahresabschlussprüfung geprüft (§ 316 Abs. 1 HGB) und von diesem gegebenenfalls mit einem Bestätigungsvermerk versehen werden (§ 322 Abs. 1 HGB). Es erfolgt seine Offenlegung für die Öffentlichkeit, die für Kapitalgesellschaften in den §§ 325 ff. HGB geregelt ist. Die Publizität für andere Rechtsformen ergibt sich aus der Publizitätspflicht des § 1 PublG.

##### Jahrespublizität
Nachfolgende Tabelle stellt die Jahrespublizität für ausgewählte Rechtsformen geltenden nationalen Rechtsnormen zur Rechnungslegungspflicht dar.
| Rechnungslegende Einheit | Rechnungslegungspflicht | Publizitätspflicht |
| --- | --- | --- |
| Kleinstkapitalgesellschaften (§ 267a [Kleinstkapitalgesellschaften] HGB)                                                                                     | § 242 HGB: verkürzte Bilanz (§ 266 I 4 HGB), verkürzte GuV (§ 275 V HGB); § 264 I HGB; kein Anhang erforderlich | §§ § 325 I HGB i. V. m. § 326 I HGB: (verkürzte) Bilanz. Alternativ: § 325 II HGB: dauerhafte Hinterlegung der Bilanz in elektronischer Form |
| kleine Kapitalgesellschaften (§ 267 I & IV HGB) | § 242 HGB: verkürzte Bilanz (§ 266 I 3 HGB), GuV; § 264 HGB: Anhang; größenabhängige Erleichterungen gem. § 247a HGB und § 276 HGB | §§ § 325 325 I HGB i. V. m. § 326 326 HGB: Bilanz und Anhang; größenabhänige Erleichterungen: Verkürzung des Anhangs gem. § 326 HGB. Alternativ: IFRS-Einzelabschluss (§ 325 IIa und § 325 IIb HGB) |
| mittelgroße Kapitalgesellschaften (§ 267 II und IV HGB) | § 242 HGB: Bilanz, GuV; § 264 HGB: Anhang, Lagebericht; größenabhänige Erleichterungen gem. § 276 HGB | §§ 325 I HGB i. V. m. 326 I HGB: Jahresabschluss mit Bestätigungsvermerk bzw. Vermerk über dessen Versagung, Lagebericht, Bericht des Aufsichtsrat, Gewinnverwendungsvorschlag. Alternativ: IFRS-Einzelabschluss (§ 325 IIa und 2b HGB) |
| große (§ 267 III 1 und 4 HGB) und kapitalmarktorientierte Kapitalgesellschaften (§ 264 i. V. m. § 267 III 2 HGB)                                             | § 242 HGB: Bilanz, GuV; § 264 HGB: Anhang, Lagebericht; größenabhängige Erleichterungen gem. § 276 HGB | §§ 325 I HGB: Jahresabschluss mit Bestätigungsvermerk bzw. Vermerk über dessen Versagung, Lagebericht, Bericht des Aufsichtsrats und Gewinnverwendungsvorschlag sowie Erklärung nach § 161 AktG. Zusätzlich bei Börsennotierung Bilanzeid (§ 37v II WpHG i. V. m. § 264 II 3, 289 I 5 HGB) Alternativ: IFRS-Einzelabschluss (§ 325 IIa und IIb HGB) |
| Konzerne, deren Mutterunternehmen als Kapitalgesellschaft firmieren und bei denen die Befreiungsvorschriften der §§ 291 bis 293 HGB nicht greifen            | § 290 HGB i. V. m. § 297 I HGB: Konzernbilanz, Konzern-GuV, Konzernanhang, Kapitalflussrechnung, Eigenkapitalspiegel und optional Segmentberichterstattung. Kapitalmarktorientierte Mutterunternehmen sind nach § 315e HGB verpflichtet, einen IFRS-Konzernabschluss zu erstellen. Hierbei besteht zusätzlich eine Pflicht einer Segmentberichterstattung | § 325 III HGB: Konzernabschluss mit Bestätigungsvermerk bzw. Vermerk über dessen Versagung, Konzernlagebericht und Bericht des Aufsichtsrats sowie Bilanzeid (bei Börsennotierung des Mutterunternehmens, § 114 Abs. 2 WpHG i. V. m. § 264 Abs. 2 Satz 3, 289 Abs. 1 Satz 5 HGB)                                                                    |
| Unternehmen, die nicht in der Rechtsform einer Kapitalgesellschaft firmieren und bestimmte Größenkriterien übersteigen                                       | §§ 1, 5 PublG i. V. m. § 242 HGB: Bilanz, GuV; bei Nicht-Personenhandelsgesellschaften und Nicht-Einzelkaufleuten Erweiterung des Jahresabschlusses um Anhang sowie Lagebericht (§ 5 Abs. 2 PublG) | § 9 Abs. 1 PublG i. V. m. § 325 Abs. 1, 2, 2a, 2b, 4 bis 6, § 328 HGB: Jahresabschluss, Lagebericht; bei Personengesellschaften und Einzelunternehmen: Offenlegung der GuV und des Gewinnverwendungsvorschlages optional (§ 9 Abs. 2 PublG), sofern die in § 5 Abs. 5 Satz 3 PublG erforderlichen Angaben gemacht werden                            |
| Konzerne, deren Mutterunternehmen nicht in der Rechtsform einer Kapitalgesellschaft firmieren und die auf Konzernebene bestimmte Größenkriterien übersteigen | §§ 11 i. V. m. 13 PublG, § 297 HGB: Konzernabschluss und Konzernlagebericht | § 15 Abs. 1 Satz 1 PublG i. V. m. § 325 Abs. 3 bis 6 HGB: Konzernabschluss mit Bestätigungsvermerk bzw. Vermerk über dessen Versagung, Konzernlagebericht |
| Für Unternehmen bestimmter Rechtsformen oder Branchen gelten ergänzende Vorschriften für den Einzel- und Konzernab- schluss                                  | Genossenschaften: § 336 HGB i. V. m. § 33 Abs. 1 GenG Kreditinstitute: §§ 340a Abs. 1, 340i Abs. 1 HGB Versicherungsunternehmen: §§ 341a Abs. 1, 341i Abs. 1 HGB | Genossenschaften: § 339 Abs. 1 HGB Kreditinstitute: § 340l Abs. 1 HGB i. V. m. §§ 26, 26a KWG Versicherungsunternehmen: § 341l Abs. 1 HGB |

##### Unterjährige Publizität
Unterjährige Berichte umfassen weniger als ein Geschäftsjahr und beinhalten Halbjahresfinanzberichte (verkürzten Abschluss, zumindest verkürzte Bilanz & Gewinn- und Verlustrechnung und Anhang), einem Zwischenlagebericht (inklusive Bilanzeid), die Inlandsemittenten gemäß § 115 WpHG i. S. des § 2 Abs. 14 WpHG innerhalb von drei Monaten nach dem Berichtszeitraum veröffentlichen müssen.
Im November 2015 wurde die Pflicht zur Erstellung von Quartalsberichten gem. §§ 53 BörsO FWB durch eine Änderung im WpHG abgeschafft. Stattdessen mussten Emittenten im „Prime Standard“ gemäß der neuen Börsenordnung der Frankfurter Wertpapierbörse Quartalsmitteilungen nach gem. § 50 Abs. 1 BörsO FWB erstellen, die wesentliche Geschäftsvorfälle und ihre Auswirkungen auf die Finanzlage beschreiben. Diese Mitteilungen müssen innerhalb von zwei Monaten nach Quartalsende elektronisch übermittelt werden. Alternativ können Emittenten weiterhin Quartalsfinanzberichte gem. §§ 53 Abs. 6 BörsO FW erstellen, was die Pflicht zur Quartalsmitteilung (§ 115 Absatz 2 Nr. 1 und 2, Absatz 3 und 4 WpHG oder des § 117 Nr. 2 WpHG) ersetzt.
Gemäß § 115 Abs. 3 Satz 2 WpHG müssen deutsche IFRS-Bilanzierer IAS 34 für verkürzte Abschlüsse anwenden. Dies gilt auch für Quartalsfinanzberichte, da § 53 Abs. 6 BörsO FWB die analoge Anwendung der Regelungen des Halbjahresfinanzberichts auf Quartalsberichte vorschreibt.
Unterjährige Berichte nach IAS 34.4 können entweder als vollständiger oder verkürzter Abschluss erstellt werden. Unternehmen, die unterjährige IFRS-Berichte erstellen, müssen IAS 34.8 anwenden, der verkürzte Bilanz, Gesamtergebnisrechnung, Eigenkapitalveränderungsrechnung, Kapitalflussrechnung und ausgewählte Anhangangaben vorschreibt. IAS 34.28 ff. bietet auch Vereinfachungen bei Bilanzansätzen und Bewertungen. Ergänzende Regelungen finden sich in DRS 16 34 ff.
Unterjährige Berichte sind gesetzlich nicht prüfungspflichtig (§ 115 Abs. 5 und 7 WpHG). Halbjahres- und Quartalsfinanzberichte können jedoch einer prüferischen Durchsicht unterzogen werden, bei der sichergestellt werden muss, dass der verkürzte Abschluss und der Zwischenlagebericht den Rechnungslegungsgrundsätzen entsprechen.

##### Ereignisbezogene Publizität
Die Unternehmenspublizität gliedert sich neben der Regelpublizität in die ereignisbezogene Publizität, zu der insbesondere die „Ad-hoc-Publizität“ (Prüfungspflicht) und die „Emissionspublizität“ gehören.
Seit Juli 2016 sind Emittenten von Finanzinstrumenten gemäß Artikel 7 Absatz 1 der Marktmissbrauchsverordnung (MAR: EU-Verordnung Nr. 596/2014) verpflichtet, Insiderinformationen unverzüglich bekannt zu geben.
Insiderinformationen umfassen unter anderem geplante Vorstandswechsel, Verschmelzungsverträge, Kapitalmaßnahmen, Dividendenänderungen sowie den Erwerb oder die Veräußertung wesentlicher Beteiligungen. Diese Informationen müssen gemäß § 26 Abs. 1 WpHG vor Veröffentlichung der zuständigen Börse und der BaFin mitgeteilt werden, um Insidergeschäften vorzubeugen. Bei Verstößen gegen die Ad-hoc-Publizität haftet der Emittent nur unter den Voraussetzungen der §§ 97 und 98 WpHG für entstandene Schäden; andere Schadensersatzansprüche bleiben unberührt.
Die Ad-hoc-Publizität unterliegt keiner Prüfungspflicht, kann jedoch freiwillig geprüft werden. Die Emissionspublizität stellt relevante Informationen für Börsengänge bereit, um Investoren über die Rendite-Risiko-Aussichten eines Wertpapiers zu informieren. Der Prospekt, der sich nach dem Wertpapierprospektgesetz (WpPG) richtet, ist gemäß § 32 Abs. 3 Nr. 2 BörsG Voraussetzung für die Zulassung eines Wertpapiers in einem EU-regulierten Markt. Der eingereichte Prospekt wird gemäß § 13 Abs. 1 WpPG auf Vollständigkeit sowie Kohärenz und Verständlichkeit der Informationen geprüft, jedoch besteht keine umfassende materielle Prüfungspflicht.

### Handelsrechtliche Sondervorschriften
Für den Jahresabschluss bei Kreditinstituten gilt die Kreditinstituts-Rechnungslegungsverordnung (RechKredV), bei Versicherungsunternehmen die Versicherungsunternehmens-Rechnungslegungsverordnung (RechVersV) und bei Pensionsfonds die Pensionsfonds-Rechnungslegungsverordnung (RechPensV).

### Steuerrecht
Die steuerrechtliche Buchführungspflicht ist in den §§ 140 AO und § 141 AO geregelt. Sie ergibt sich einerseits derivativ (§ 140 AO) und anderseits originär (§ 141 AO) für gewerbliche Unternehmer sowie für Land- und Forstwirte bei Überschreiten bestimmter Schwellenwerte von Umsatzerlösen, Betriebsvermögen oder Gewinn. Weicht der steuerrechtliche Jahresabschluss von dem handelsrechtlichen ab, wird von einer Steuerbilanz gesprochen.

### IFRS
Neben dem handelsrechtlich aufzustellenden Jahresabschluss dürfen Unternehmen einen IFRS-Jahresabschluss aufstellen. Dieser besteht nach IAS 1.10 aus
| Bestandteile des IFRS-Abschlusses | Bestandteile des IFRS-Abschlusses |
| --- | --- |
| (a) einer Bilanz zum Abschlussstichtag, | (a) a statement of financial position as at the end of the period; |
| (b) einer Darstellung von Gewinn oder Verlust und sonstigem Ergebnis („Gesamtergebnisrechnung“) für die Periode, | (b) a statement of profit or loss and other comprehensive income for the period; |
| (c) einer Eigenkapitalveränderungsrechnung für die Periode, | (c) a statement of changes in equity for the period; |
| (d) einer Kapitalflussrechnung für die Periode, | (d) a statement of cash flows for the period; |
| (e) dem Anhang, einschließlich wesentlicher Angaben zu den Rechnungslegungsmethoden und sonstiger Erläuterungen, ((ea) Vergleichsinformationen für die vorangegangene Periode gemäß den Paragraphen 38 und 38A und). | (e) notes, comprising material accounting policy information and other explanatory information; (ea) comparative information in respect of the preceding period as specified in paragraphs 38 and 38A; and |

(a) IFRS und HGB-Abschlüsse unterscheiden sich grundlegend: Bei Durchbrechung des Stetigkeitsgebots sind neben der Schlussbilanz der laufenden Periode auch die beiden Vorjahresbilanzen vorzulegen.
(b) Die IFRS-Gesamtergebnisrechnung umfasst das Income Statement (entspricht der GuV nach HGB) und die OCI-Rechnung, die erfolgsneutrale Reinvermögensänderungen enthält.
(c) Nach HGB sind Anhang und Lagebericht nur von Kapitalgesellschaften zu erstellen. Nach IFRS sind die notes, die dem deutschen Anhang und Lagebericht entsprechen, für alle Unternehmen unabhängig von Rechtsform und Größe Pflichtbestandteil des Jahresabschlusses und enthalten umfangreichere Erläuterungen als nach HGB (§ 315 HGB).
(d) Die Kapitalflussrechnung ist nach IFRS für alle Rechtsformen erforderlich, nach HGB jedoch nur für kapitalmarktorientierte Kapitalgesellschaften (§ 264 HGB).
(e) Segmentbericht: Nach IFRS ist ein Segmentbericht von Unternehmen aller Rechtsformen zu erstellen.

### Inhalts- und Formverstöße
Das Bundesamt für Justiz verfolgt und ahndet nach § 334 Absatz 1 des Handelsgesetzbuches (HGB) bußgeldbewehrte Pflichtverstöße gegen handelsrechtliche Vorschriften über Form und Inhalt eines Jahres- oder Konzernabschlusses bestimmter Unternehmen, insbesondere von Kapitalgesellschaften, offenen Handelsgesellschaften sowie Kommanditgesellschaften im Sinne des § 264a Absatz 1 HGB.

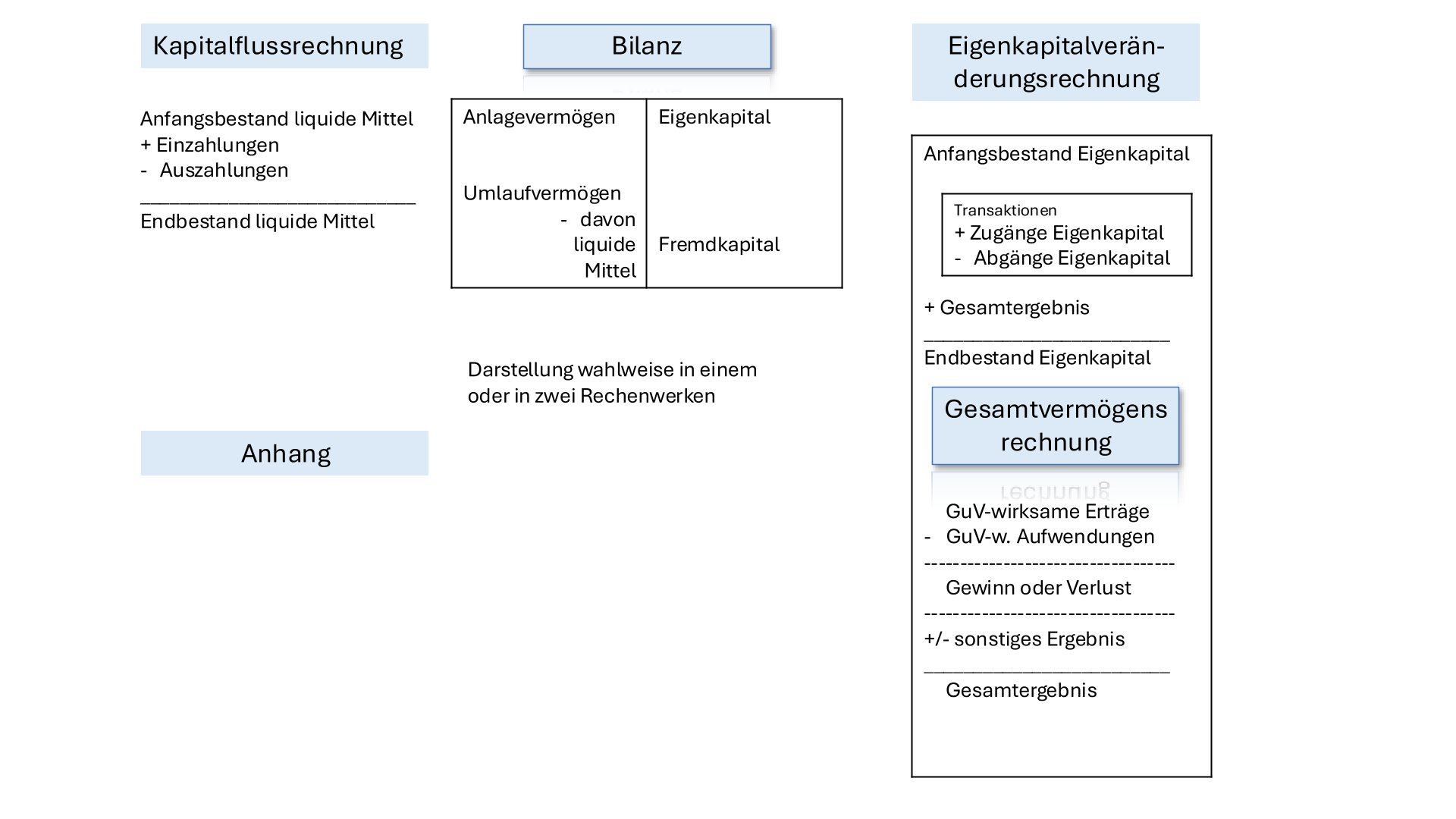
Zusammenhang der Pflichtbestandteile des IFRS-Abschlusses

Vorsätzliche Zuwiderhandlungen durch das Mitglied des vertretungsberechtigten Organs eines Unternehmens (z. B. den Geschäftsführer einer GmbH) können mit einer Geldbuße bis zu 50.000,00 Euro geahndet werden (§ 334 Absatz 3 HGB).
Das Bußgeldverfahren bzw. Ordnungswidrigkeitenverfahren nach § 334 HGB ist vom Ordnungsgeldverfahren nach § 35 HGB zu unterscheiden. Nach § 334 HGB wird die inhaltliche Unrichtigkeit eines offengelegten Jahresabschlusses geahndet. Ein Ordnungsgeldverfahren nach § 335 HGB wird hingegen eingeleitet, wenn ein Jahresabschluss nicht fristgerecht oder unvollständig offengelegt wird.

Das Bundesamt für Justiz ist Vollstreckungsbehörde für die von ihm festgesetzten Bußgelder wegen Inhalts- und Formverstößen in Jahresabschlüssen – Verfahren nach § 334 des Handelsgesetzbuches (HGB).

## Funktionen
Der Jahresabschluss hat vier Grundfunktionen:
- Dokumentationsfunktion: Der Jahresabschluss entsteht durch die Bündelung von Buchhaltungszahlen und führt durch Formvorschriften zur Sicherung von Urkundenbeständen gegen nachträgliche Inhaltsänderungen.[20] Er erbringt den Nachweis der in der Buchführung aufgezeigten Geschäftsvorfälle und erfasst alle finanzwirtschaftlichen Sachverhalte. Der Jahresabschluss wird von Kreditinstituten und anderen Gläubigern als Kriterium für die Kreditwürdigkeitsprüfung und das Rating herangezogen und kann nach § 258 HGB als Beweis in einem Rechtsstreit verwendet werden.
- Rechenschaftsfunktion: Der Jahresabschluss informiert über die wirtschaftliche Lage des Unternehmens und stellt die Bemessungsgrundlage für die Verteilung des Ergebnisses auf. Er vermittelt den Stakeholdern und der Öffentlichkeit Informationen (§ 337 AktG) in Form von Unternehmensdaten, wobei jedoch zulässige Sachverhaltsgestaltungen Informationen verfälschen oder sogar verhindern können.
- Kapitalerhaltungsfunktion: Die Gesellschafter und Gläubiger haben ein Interesse daran, dass das von ihnen in das Unternehmen eingebrachte Eigen- und Fremdkapital erhalten bleibt. Die Gewinnermittlung des Jahresabschlusses muss den vorsichtig ermittelten, verteilungsfähigen und ausschüttbaren Gewinn bestimmen, der dem Unternehmen ohne Verminderung des Substanzwertes entzogen werden kann (nominelle Kapitalerhaltung).[21]
- Ausschüttungsbemessungsfunktion: Sie besteht in der Ermittlung von erfolgsabhängigen Ausschüttungen wie Dividenden und Erfolgsbeteiligungen. Dem Konzernabschluss wird hingegen keine Ausschüttungsbemessungsfunktion beigemessen, weil innerhalb eines Konzerns Gewinne verlagert werden können.[22]

Diese Funktionen werden im HGB nicht als solche erwähnt, lassen sich jedoch daraus ableiten. Sie dienen vor allem dem Gläubigerschutz.

## Arbeitsablauf beim Jahresabschluss
Der Jahresabschluss ist ein komplexes System, das eines planvollen Arbeitsablaufs bedarf.

### Vorbereitung
Die vorbereitenden Arbeiten im Jahresabschluss überprüfen und korrigieren das Ergebnis, das durch die laufende Buchführung entstanden ist und bereiten es den internen und gesetzlichen Erfordernissen entsprechend auf. Im Folgenden sind die wichtigsten Vorarbeiten aufgeführt.
- Die Inventur stellt den tatsächlichen Bestand des Vermögens und der Schulden fest. Die in das Inventar aufgenommenen Bestände werden nach den Grundsätzen ordnungsmäßiger Buchführung bewertet und Differenzen zwischen Soll- und Istbestand erfolgswirksam ausgebucht.
- Durch die Ermittlung und Buchung von Abschreibungen fließen Wertminderungen des Anlagevermögens entsprechend der Nutzungsdauer der einzelnen Anlagegegenstände in den Jahresabschluss ein. Gegebenenfalls sind Abschreibungen auch auf das Umlaufvermögen erforderlich.
- Forderungen müssen auf ihre Bonität geprüft und bewertet werden. Erkennbare Risiken des Forderungsausfalls werden durch die Buchung von Einzel- und Pauschalwertberichtigungen berücksichtigt.
- Die periodengerechte Erfolgsermittlung wird durch die zeitliche Rechnungsabgrenzung und die Bildung von Rückstellungen gewährleistet.
- Ebenfalls zu den vorbereitenden Abschlussbuchungen zählt die Einstellung gesetzlich vorgeschriebener oder freiwilliger Rücklagen.
- Neben den genannten Schritten können zahlreiche weitere Korrekturen notwendig sein. Dazu zählt etwa die Abgrenzung des privaten vom geschäftlichen Bereich oder die sachliche Abgrenzung betriebsfremder Aufwendungen und Erträge (zum Beispiel Spenden).

### Zeitpunkt der Aufstellung
Große und mittelgroße Kapitalgesellschaften müssen den Jahresabschluss in den ersten drei Monaten, kleine Kapitalgesellschaften in den ersten sechs Monaten des neuen Jahres aufstellen (§ 264 HGB). Personengesellschaften sind zur Einhaltung einer „einem ordnungsgemäßen Geschäftsgang entsprechenden Zeit“ verpflichtet (§ 243 HGB), dies entspricht bei normalem Geschäftsgang einem Zeitraum von bis zu neun Monaten und bei unvorhergesehenen Ereignissen bis zu zwölf Monaten. Die Aufstellung des Jahresabschlusses geschieht in mehreren aufeinanderfolgenden Arbeitsschritten:

#### Kontenabschluss
- Abschluss der Unterkonten: Oft sind wichtige Konten der Übersichtlichkeit wegen in Unterkonten aufgesplittet, deren Salden im Jahresabschluss in den zugehörigen Hauptkonten zusammengeführt werden müssen (beispielsweise Skonti).
- Abschluss der Hauptkonten: Auch die Hauptkonten werden abgeschlossen, indem ihre Salden gezogen und über das Schlussbilanzkonto in die Bilanz, oder über das Gewinn- und Verlustkonto in die Gewinn- und Verlustrechnung übertragen werden. Hierbei ist häufig die Aufsplittung des Ergebnisses in ein Betriebsergebnis notwendig, das aus der betrieblichen Leistungserstellung entstanden ist, und weitere Ergebnisstufen, die betriebsfremde oder außerordentliche Erträge und Aufwendungen ausweisen.

#### Abschlussübersicht
Die „Abschlussübersicht“, auch „Hauptabschlussübersicht“ oder „Betriebsübersicht“ genannte Tabelle dient der Überprüfung des Zahlenwerkes. Sie stellt in komprimierter Form die Anfangsbestände, die Summen aller Soll- und Habenbuchungen, die Salden aller Konten, die oben erläuterten vorbereitenden Korrekturen sowie deren Ergebnis dar und gliedert das Zahlenwerk abschließend nach den Bestands- und den Erfolgskonten auf.
Die Betriebsübersicht ist dem Finanzamt auf Verlangen zusätzlich zu Bilanz und Gewinn- und Verlustrechnung vorzulegen. Bei kleinen Unternehmen kann sie den Jahresabschluss ersetzen, wenn die formalen Anforderungen und die gesetzlichen Aufbewahrungspflichten eingehalten werden.

#### Feststellung
Verantwortlich für die Aufstellung ist der Kaufmann. Bei Kapitalgesellschaften wird der Abschluss von den gesetzlichen Vertretern aufgestellt und anschließend zur Prüfung und Feststellung weitergeleitet. Die Feststellung, also die Billigung des Jahresabschlusses, obliegt bei der GmbH den Gesellschaftern (§ 42a GmbHG), bei der AG dem Aufsichtsrat oder der Hauptversammlung (§ 172 AktG). Bei Genossenschaften hat nach § 38 Abs. 1 Satz 5 GenG der Aufsichtsrat den Jahresabschluss zu prüfen und über das Ergebnis der Prüfung hat er der Generalversammlung vor Feststellung des Jahresabschlusses zu berichten. Die Feststellung des Jahresabschlusses obliegt nach § 48 Abs. 1 GenG der Generalversammlung. Bei Personengesellschaften wird der Jahresabschluss durch die Gesellschafterversammlung festgestellt (sog. Grundlagengeschäft).

### Rechnungslegungsdokumente
Nach deutschem und österreichischem Handelsrecht ist der Jahresabschluss die Zusammenstellung von Bilanz und Gewinn- und Verlustrechnung (§ 242 HGB), die bei Kapitalgesellschaften und Personenhandelsgesellschaften ohne natürliche Person als persönlich haftenden Gesellschafter um einen erläuternden Anhang erweitert werden. Weiterhin sind mittelgroße und große Kapitalgesellschaften verpflichtet, einen Lagebericht beizufügen. Darüber hinaus müssen kapitalmarktorientierte Kapitalgesellschaften, die nicht zur Aufstellung eines Konzernabschlusses verpflichtet sind, den Jahresabschluss um eine Kapitalflussrechnung und einen Eigenkapitalspiegel erweitern (§ 264 Abs. 1 HGB).
Die Rechnungslegung nach IFRS und US-GAAP fordert die Vorlage weiterer Dokumente. Dazu zählen die Kapitalflussrechnung (englisch cash flow statement), die Gesamtergebnisrechnung (englisch of comprehensive income), die Eigenkapitalveränderungsrechnung (englisch statement of changes in stockholders's equity), die Segmentberichterstattung sowie Angaben zu ausgewählten Finanzdaten aus der Vergangenheit oder zu den Kursen ausgegebener Wertpapiere.
Für die Festsetzung ertragsabhängiger Steuern ist die Bilanz beim Finanzamt einzureichen. Wegen der Unterschiede bei den handels- und steuerrechtlichen Bestimmungen für Bilanzierung und Bewertung ist es für die meisten Unternehmen notwendig, sowohl eine handelsrechtliche als auch eine Steuerbilanz zu erstellen.

### Publizitäts- und Prüfungspflichten
Der Jahresabschluss bestimmter Unternehmen, insbesondere von großen Kapitalgesellschaften, Genossenschaften, Unternehmen bestimmter Wirtschaftszweige (Versicherungen, Kreditinstitute) oder Wirtschaftsbetrieben der öffentlichen Hand, muss von Wirtschaftsprüfern geprüft und anschließend im Handelsregister und im Bundesanzeiger veröffentlicht werden (Offenlegung). Art und Umfang der Prüfungs- und Publizitätspflichten ist bei Kapitalgesellschaften von der Unternehmensgröße abhängig. Aktiengesellschaften veröffentlichen die offiziellen Bestandteile in der Regel zusammen mit ergänzenden Informationen für die Anteilseigner im Rahmen eines Geschäftsberichtes.
Die verpflichteten Unternehmen haben ihren Jahresabschluss bei der Bundesanzeiger Verlagsgesellschaft mbH elektronisch einzureichen. In § 325 Abs. 1, 1a HGB verpflichtet der Gesetzgeber die gesetzlichen Vertreter von Kapitalgesellschaften, die Rechnungslegungsunterlagen spätestens ein Jahr nach dem Abschlussstichtag des Geschäftsjahrs einzureichen. Das Bundesamt für Justiz ist von Amts wegen verpflichtet, gegen alle vom Bundesanzeiger wegen Versäumnis der Meldepflicht beanstandeten Unternehmen ein Verfahren einzuleiten. Bis Ende 2009 war die Einreichung in Papierform zulässig. Seit 1. Januar 2007 können die Jahresabschlüsse elektronisch eingereicht werden. Zuvor waren die Jahresabschlüsse bei den Amtsgerichten einzureichen, zuletzt waren hierzu 1,1 Millionen Unternehmen verpflichtet. 2008 wurden wegen Nicht-Einreichung rund 460.000 Ordnungsgeldverfahren eröffnet; im Jahr 2009 etwa 200.000.

## Gewinn- und Verlustverteilung
Die Gewinn- und Verlustrechnung (im deutschsprachigen Teil der Schweiz und in Liechtenstein Erfolgsrechnung genannt) stellt die einzelnen Stufen des Ergebnisses inklusive der Auswirkung der Besteuerung dar. Wie der verbliebene Gewinn oder Verlust letztendlich unter den Unternehmenseignern verteilt wird, hängt von der Rechtsform des Unternehmens ab. Muss ein Unternehmen im Jahresabschluss einen Verlust ausweisen, so schreibt sie umgangssprachlich rote Zahlen. Neben vertraglichen Regelungen sind gesetzliche Vorschriften, zum Beispiel zur Haftung einzelner Gesellschafter in der OHG und der KG, zur Einstellung von Rücklagen sowie die Notwendigkeit zur Bildung von Gewinn- und Verlustvorträgen zu beachten. Beschlüsse über die Ergebnisverwendung sind Teil der Offenlegungspflichten.

## International
In Österreich ist der Jahresabschluss in den §§ 193 ff. UGB geregelt. Danach sind die GoB zugrunde zu legen und das Geschäftsjahr darf 12 Monate nicht überschreiten. Er ist vom Unternehmer mit Datum zu unterzeichnen (§ 194 UGB), er muss vollständig sein und darf keine Verrechnungen enthalten (§ 196 UGB). Einzelne Bilanzpositionen sind in § 198 UGB vorgeschrieben.
In der Schweiz wird der Jahresabschluss in den Art. 957 ff. OR geregelt, wobei eine geringe Regelungsdichte für viele Freiräume bei der Rechnungslegung sorgt. Die GoB heißen „Grundsätze ordnungsmässiger Rechnungslegung“ (Art. 958c OR). Der Jahresabschluss ist stark von der Rechtsform abhängig, wobei eine Mindestgliederung in Art. 959a OR (Bilanz) und Art. 959b (Erfolgsrechnung) vorgeschrieben ist.
Kapitalmarktorientierte Unternehmen müssen darüber hinaus internationale Rechnungslegungsstandards beachten. Die beiden wichtigsten Regelwerke sind die International Financial Reporting Standards (IFRS), verpflichtend für Konzernunternehmen, und die United States Generally Accepted Accounting Principles (US-GAAP) für Unternehmen, die im US-amerikanischen Markt tätig sind. Die Anwendung von IFRS und US-GAAP kann Voraussetzung für die Börsennotierung in den USA sein. Die zum Teil erheblich voneinander abweichenden Vorschriften der einzelnen Standards können die Notwendigkeit einer Parallelen Buchführung und mehrerer paralleler Abschlüsse zur Folge haben. Das Deutsche Rechnungslegungs Standards Committee entwickelt in Deutschland Empfehlungen zur Standardisierung nationaler und internationaler Grundsätze. Es hat jedoch inzwischen infolge des Vormarsches der IFRS an Bedeutung verloren.
Nach IFRS steht die Informationsfunktion des Jahresabschlusses im Vordergrund. In Deutschland müssen Jahresabschlüsse von kapitalmarktorientierten Kapitalgesellschaften nach IFRS gemäß § 315 HGB lediglich beim Konzernabschluss, nicht jedoch bei Einzelabschlüssen aufgestellt werden.

## Wirtschaftliche Aspekte
Dadurch, dass der Jahresabschluss mit einem Bilanzstichtag enden muss, sind sämtliche Geschäfte, die über diesen Bilanzstichtag hinaus wirksam sind (Dauerschuldverhältnisse wie Immobiliarmiete, Kredite, Leasing oder Pacht) sowie sonstige schwebende Geschäfte im Rahmen des Bilanzierungsgrundsatzes der periodengerechten Abgrenzung bilanz- und erfolgswirksam auf die relevanten Geschäftsjahre zu verteilen.
Mit der Auswertung von Jahresabschlüssen befasst sich die externe Jahresabschlussanalyse. Sie bereitet Bilanz und Gewinn- und Verlustrechnung auf und ermittelt und beurteilt Kennzahlen wie Kapitalausstattung, Vermögensaufbau, Rentabilität, Liquidität oder Quotienten für Finanzierung und Investition. Neben den offiziellen Bestandteilen des Abschlusses können für unternehmensinterne Zwecke interne Daten wie Fälligkeitstermine, Bestellungen oder Ergebnisse der Planungsrechnung für die Auswertung herangezogen werden. Aus Jahresabschlüssen gehen umfangreiche Unternehmensdaten hervor, die durch Finanzanalyse zu betriebswirtschaftlichen Kennzahlen verdichtet werden können und der interessierten Öffentlichkeit Aufschluss über die wirtschaftliche Lage eines Unternehmens geben können. Insoweit bildet der Jahresabschluss die wesentlichste Grundlage für die Bonitätsbeurteilung durch Gläubiger (Kreditinstitute, Lieferanten), Aktionäre und Ratingagenturen.
Die Anforderungen an Jahresabschlüsse werden im internationalen Wettbewerb stetig erweitert. Im Jahre 2013 wurden in der Europäischen Union Bestandteile der Corporate Social Responsibility (CSR) für rund 6000 Unternehmen verbindlich vorgeschrieben. Neuere Entwicklungen, beispielsweise die Integrierte Berichterstattung, wird seit 2010 in Südafrika für 470 Unternehmen gefordert.